# Ted Nasmith
 (août 2025).
Si vous disposez d'ouvrages ou d'articles de référence ou si vous connaissez des sites web de qualité traitant du thème abordé ici, merci de compléter l'article en donnant les références utiles à sa vérifiabilité et en les liant à la section « Notes et références ».
Ted Nasmith est un artiste canadien, un illustrateur et un dessinateur architectural (en), célèbre pour ses illustrations des œuvres de J. R. R. Tolkien Le Hobbit, Le Seigneur des anneaux et Le Silmarillion.

## Biographie

### Jeunesse
Nasmith est né en 1956 à Goderich en Ontario. Les différentes affectations de son père, officier de l'Aviation royale du Canada, se traduisent par plusieurs déménagements dans sa jeunesse, au Canada et à l'étranger (dont un passage en France). Au moment de son adolescence, ils s'étaient établis à Toronto et il réside maintenant dans la ville voisine de Bradford (en).
Sa famille et ses amis l'encouragent à entrer dans une école secondaire qui offrait un programme d'art commerciale. Pendant sa troisième année à l'école secondaire, sa sœur l'initie au Seigneur des anneaux, il est vite devenu une source d'inspiration énorme et une facette importante dans sa vie. Nasmith écrit :

« Ceci a ouvert en moi un amour dormant des temps perdus et brumeux, le mythe et la légende. Jamais, depuis l'enfance, je n'avais senti un tel sentiment de « chez soi », ignorant les effets des  années qui ont suivi qui auraient pu le modifier. J'ai commencé immédiatement à dessiner des scènes inspirées par cette magie, royaume nostalgique, devenant à certains moments absorbé pendant de nombreuses heures. »

— Nasmith 2002
En 1972, Nasmith a posté des photos de certains de ses tableaux à J. R. R. Tolkien. Tolkien lui a répondu par une lettre quelques semaines plus tard, dans laquelle il fait l'éloge de son travail et fait la remarque selon laquelle la restitution de Bilbon Sacquet semblait un peu trop enfantine. Encore adolescent à l'époque, cette réaction précoce de Tolkien l'encourage à travailler en fonction d'une approche plus littérale des œuvres de Tolkien.

### Carrière
Après ses études, Nasmith aspirait à suivre les traces de l'illustrateur automobile Art Fitzpatrick. Toutefois, la photographie devint un remplaçant à l'illustration dans la publicité automobile. Il a plutôt trouvé un emploi de dessinateur architectural (en), montrant un flair particulier pour un réalisme intense et les illustrations à la demande.
Les œuvres de Nasmith pour Tolkien, qui font écho au luminisme et au style style victorien néoclassicisme, finirent par attirer l'attention des éditeurs de Tolkien, qui inclurent notamment quatre de ses peintures dans le Tolkien Calendar de 1987. Ses œuvres ont continué à apparaître dans ces calendriers au fil des ans, dont plusieurs où il est l'unique artiste vedette (1990, 2002, 2003, 2004, 2009).
En octobre 1996, les éditeurs de Tolkien lui demandent de leur fournir des illustrations pour la première édition illustrée du Silmarillion, au cours de laquelle Ted développa une solide relation de travail avec Christopher Tolkien. L'édition illustrée publiée en 1998 et en 2004, et une deuxième édition  (ISBN 0-618-39111-8) a été publiée avec de nombreuses toiles de Nasmith.
Au début de 1999, les représentants de Peter Jackson et de New Line Cinema l'ont invité à rejoindre John Howe et Alan Lee dans le but de travailler sur l'art conceptuel de la trilogie cinématographique du Seigneur des anneaux. Selon Nasmith :

« Ils m'ont invité à être là avec les autres en Nouvelle-Zélande pour aider à l'art conceptuel, et m'ont fait une belle offre. Cependant, je traversais une crise personnelle sans lien avec mon art, et comme en définitive cela m'aurait aussi forcé à abandonner mes obligations comme pigiste et à m'absenter indéfiniment, j'ai refusé à contrecœur, réglant dans mon esprit la question après une réflexion très minutieuse. »

— Nasmith 2004

## Autres domaines
Nasmith est considéré[Par qui ?] comme un connaisseur de Tolkien et possède également de nombreuses connaissances sur l'Antiquité, la religion[Laquelle ?] et d'autres domaines. Il est membre de plusieurs organisations liées à Tolkien tels que The Tolkien Society, le Mythopoeic Society, et est abonné au journal Beyond Bree de l'association Mensa.
Nasmith est un musicien, guitariste et ténor. Une grande partie de son œuvre musicale est également inspirée par les écrits de Tolkien. Son premier album commercial, The Hidden Door: Songs in the Key of Enchantment, a été publié en 2007. Il a également travaillé sur un projet musical intitulé Beren and Lúthien: A Song Cycle avec son ami Alex Lewis et dispose d'une amitié étroite avec les fondateurs du Tolkien Ensemble[réf. nécessaire].

## Sources
- (en) Cet article est partiellement ou en totalité issu de l’article de Wikipédia en anglais intitulé « Ted Nasmith » (voir la liste des auteurs).

- (en) Nasmith, Ted. (septembre 2002). About Me TedNasmith.com.
- (en) Nasmith, Ted. (3 février 2004). Interview with Ted Nasmith, Tolkien Artist. Dreamish.com.